# Sirope de horchata

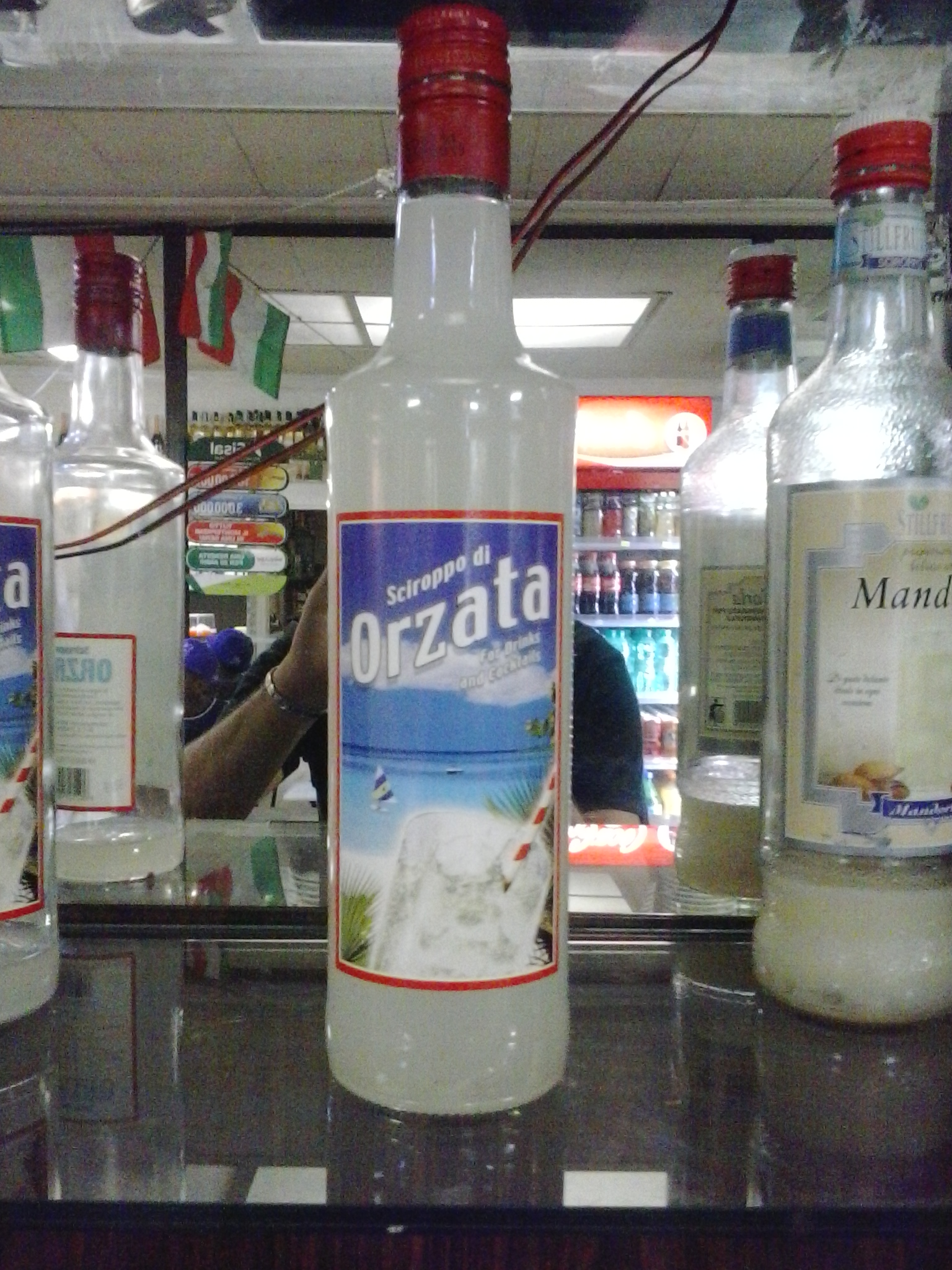
Una botella de sirope Orgeat italiana (orzata)

El sirope de horchata, más conocido por su nombre en inglés Orgeat Syrup (/ˈɔːʒɑː ˈsɪrəp/) es un sirope dulce de almendras, azúcar y agua de rosas o agua de azahar. Originalmente se hacía una mezcla de cebada y almendras. Tiene un pronunciado sabor a almendras y se usa para dar sabor a muchos cócteles como el Mai Tai y muchas bebidas Tiki.

## Historia
Se puede encontrar una receta temprana (pero tóxica) de orgeat en The English and Australian Cookery Book:

Tome una libra y un cuarto de almendras amargas y media libra de almendras dulces, que han sido blanqueadas, nueve libras de pan de azúcar, seis pintas de agua y las cáscaras de tres limones. Golpee las almendras en un mortero con el azúcar y agregue el agua poco a poco; luego ponga la mezcla al fuego con la cáscara de limón. Después de hervir, vierta el jarabe y presione las almendras, para extraer la leche; agregue esto al sirope y cuele todo a través de un tamiz. Cuando esté frío agregue un poco de agua de azahar y embotelle la mezcla. El Orgeat se usa como bebida de verano, mezclada con agua, según el gusto
The English and Australian Cookery Book (1864)

Las almendras amargas generalmente contienen cianuro y pueden ser letales en grandes cantidades. Napoleón Bonaparte murió, según se dice en parte por beber demasiada comida que otros también habían inventado con venenos adicionales. Por esta razón, los jarabes modernos generalmente se producen solo a partir de almendras dulces. Tales productos de jarabe no contienen niveles significativos de ácido hidrocianico, por lo que generalmente se consideran seguros para el consumo humano a menos que la persona sea alérgica.

## Etimología
La palabra deriva del latín hordeaceus, que quiere decir «hecho con cebada». 
De aquí también procede la palabra catalana orxata, de la cual deriva la española «horchata», y aunque etimológicamente la horchata de chufa y el orgeat tienen el mismo origen, hoy en día ambas bebidas tienen poco más en común.

## Variantes regionales
En España se le conoce como horchata de almendra y se consume en el Levante español. En Túnez y Libia se le llama rozata y generalmente se sirve frío en bodas y fiestas de compromiso como un símbolo de alegría y pureza debido a su color blanco y su sabor fresco. Viene en muchos sabores diferentes, como almendra tradicional, plátano, mango, pistacho, entre otros. En Surinam, hay una bebida llamada orgeade, que es un jarabe similar hecho de azúcar y almendras. La ruġġata maltesa está hecha de esencia de almendras y vainilla y puede incluir canela y clavo.  En Chipre y en las islas griegas de Quíos y Nísiros, un jarabe similar se conoce como soumádha (griego: σουμάδα). La soumada tiene una historia muy antigua, al menos en Chipre, que se remonta a la época romana, y el rey Pedro I de Chipre lo entregó como un manjar exótico al rey Casimiro III de Polonia en el Congreso de Cracovia de 1364.